# Chiến dịch Hà Nam Ninh
Chiến dịch Hà Nam Ninh (còn gọi là chiến dịch Quang Trung) tiến hành từ 28-5 đến ngày 20 tháng 6 năm 1951, do Bộ Tổng tư lệnh Quân đội Nhân dân Việt Nam trực tiếp chỉ huy, nhằm phá vỡ phòng tuyến sông Đáy của thực dân Pháp ở mặt trận Hà Nam Ninh thuộc địa bàn 3 tỉnh Hà Nam, Nam Định, Ninh Bình ngày nay. Tham gia chiến dịch này có 3 đại đoàn (308, 304, 320) cùng 5 đại đội sơn pháo, 1 trung đoàn công binh và lực lượng vũ trang địa phương. Kết quả, Quân đội nhân dân Việt Nam đã loại khỏi vòng chiến đấu khoảng 4.000 đối phương, giải phóng và xây dựng một số nơi như Bình Lục, Lý Nhân, Hà Nam, đẩy mạnh chiến tranh du kích ở đồng bằng Bắc Bộ.

## Bối cảnh
Cuối năm 1950, Chính phủ Pháp cử tướng Jean de Lattre de Tassigny sang Đông Dương vạch ra kế hoạch thiết lập vành đai trắng trải từ tuyến trung du Hồng Gai, Đông Triều, Bắc Giang, Vĩnh Phúc, Sơn Tây, Hà Đông đến Ninh Bình. Ba điểm yếu của tuyến phòng thủ này bao gồm Vĩnh Yên (Vĩnh Phúc), Mạo Khê (Hồng Quảng), tuyến sông Đáy (Ninh Bình). Từ tháng 12 năm 1950 đến tháng 4 năm 1951, quân đội nhân dân Việt Nam mở hai chiến dịch Trần Hưng Đạo vào tuyến trung du Vĩnh Yên, Hoàng Hoa Thám vào vùng Đông Bắc để kéo giãn một bộ phận quân Pháp ra khỏi đồng bằng Bắc Bộ nhằm phát triển chiến tranh du kích ở đây. Đồng thời tìm ra khả năng tiến chọc thủng vành đai trắng, nối thông đồng bằng Bắc Bộ và chiến khu Việt Bắc.
Các lực lượng quân sự và chính trị của Việt Nam Dân chủ Cộng hòa sau các chiến dịch Biên giới, Trung du và đường 18 nhanh chóng xây dựng, khôi phục lại các căn cứ du kích. Nhưng sau đó tướng De Lattre liên tiếp mở các cuộc hành quân càn quét đồng bằng Bắc Bộ trong đó bao gồm cả ba tỉnh Hà-Nam-Ninh. Do tương quan lực lượng quá chênh lệch, sau nhiều trận càn như vậy, hầu hết các khu du kích, căn cứ du kích lại bị quân Pháp tái chiếm.
Riêng khu vực đồng bằng ba tỉnh Hà Nam, Nam Định, Ninh Bình bị quân Pháp đánh chiếm vào giữa tháng 10 năm 1949. Quân Pháp chiếm Phát Diệm, Hành Thiện, Bùi Chu rồi nhanh chóng mở rộng ra các huyện có đông Giáo dân. Quân Pháp đã tích cực áp dụng chiến lược chia rẽ lương-giáo để lôi kéo lực lượng Công giáo vào cuộc chiến, dùng Giám mục Lê Hữu Từ, nguyên Cố vấn Chính phủ Việt Nam Dân chủ Cộng hòa đứng ra thành lập khu Công giáo tự trị và tổ chức. Riêng các huyện Xuân Trường, Giao Thủy, Hải Hậu, Trực Ninh và một phần huyện Nam Trực thì trở thành tỉnh Công giáo tự trị. Đầu não của khu Công giáo tự trị đặt ở Bùi Chu.
Cùng thời gian đó, phía Việt Nam nhận thấy lực lượng của quân Pháp ở phía nam đồng bằng Bắc Bộ khá mỏng sau khi dồn lực lên trung du. Trong đó Ninh Bình là điểm yếu nhất. Khu vực này còn là nơi quân Pháp khá chủ quan do dựa chủ yếu vào lực lượng Công giáo. Tiến công khu vực này, Việt Nam Dân chủ Cộng hòa còn có mục tiêu làm lung lay chính quyền Bùi Chu, lấy lại sự ủng hộ của lực lượng giáo dân.

## Mục tiêu
Địa bàn được lựa chọn trong chiến dịch Quang Trung là ba tỉnh: Hà Nam, Nam Định, Ninh Bình thuộc Khu Nam Đồng Bằng. Mục tiêu chiến dịch: Tiêu diệt sinh lực địch, phá tan ngụy quân (Quân đội Quốc gia Việt Nam), thúc đẩy chiến tranh du kích, giành lấy kho tàng.
Ngày 4 tháng 5 năm 1951, Đảng uỷ Chiến dịch Hà Nam Ninh được thành lập gồm: Võ Nguyên Giáp, Nguyễn Chí Thanh, Lê Thanh Nghị, Văn Tiến Dũng, Đặng Kim Giang, Hoàng Văn Thái, Hoàng Sâm. Võ Nguyên Giáp được chỉ định làm Bí thư Đảng uỷ đồng thời là Tư lệnh chiến dịch.
Đảng uỷ và Bộ chỉ huy chiến dịch đề ra nguyên tắc chỉ đạo chiến dịch này là "Đánh ăn chắc; chắc thắng mới đánh; dù đánh lớn, đánh nhỏ đều phải đánh với điều kiện chắc phần thắng lợi".
Đây là chiến dịch lớn đầu tiên của Bộ mở ở đồng bằng, nên về mức tiêu diệt địch, Bộ Tổng tham mưu đề nghị một con số khiêm tốn: 3 tiểu đoàn, vì sắp tới mùa mưa, thời gian chiến dịch không thể kéo dài.

## Lực lượng

### Quân đội Pháp
Do quá ỷ lại vào giáo dân, nên lực lượng của Pháp ở đây so với toàn khu III là nơi yếu hơn cả. Quân đóng ở Hà Nam Ninh có 4 tiểu đoàn và 27 đại đội, hầu hết đều là quân giáo dân. 1 tiểu đoàn bộ binh thuộc trung đoàn 6 bộ binh thuộc địa (6è RIC) đóng ở Nam Định làm nhiệm vụ cơ động tại địa phương.
Pháo binh ở Nam Định có 10 khẩu, Phủ Lý có bốn khẩu. Tại Khu nam đồng bằng, quân Pháp đóng hơn 100 vị trí, trên 20 vị trí từ đại đội trở lên, riêng tại Ninh Bình có 50 vị trí, trong đó có 9 vị trí từ đại đội trở lên. Tại khu vực này địch chưa làm công sự mới, các cứ điểm vẫn chỉ có hàng rào tre, lô cốt xây, tường gạch, một số nơi có lô cốt xi măng, hàng rào dây thép gai.
Lực lượng tự vệ công giáo do Giám mục Lê Hữu Từ thành lập gồm 22 đại đội vệ sĩ và 1 tiểu đoàn tự lực. Mỗi nhà xứ đều có từ 1 tiểu đội đến 1 trung đội do linh mục trực tiếp chỉ huy.
Sau khi chiến sự nổ ra, chỉ huy khu vực này là Fernand Gambiez nhanh chóng điều động lực lượng dự bị của khu về phía sông Đáy. Tiểu đoàn bộ binh 1 và 2 đại đội biệt kích của hải quân được Hải đoàn xung kích 3 (dinassaut 3) chở gấp về Ninh Bình. De Linarès đưa Binh đoàn cơ động số 1 (GM1) về Ninh Bình, Binh đoàn cơ động số 4 (GM4) về Phủ Lý. Tiểu đoàn 7 dù thuộc địa nhảy dù xuống bắc Ninh Bình, tiểu đoàn 2 dù thuộc địa xuống Thái Bình.
Ngoài De Linarès và Fernand Gambiez, tướng De Lattre de Tassigny chỉ huy tại mặt trận từ xa tại Hà Nội.

### Quân đội Nhân dân Việt Nam
- Đại đoàn 304
- Đại đoàn 308
- Đại đoàn 320
- 5 liên đội pháo (15 khẩu sơn pháo 75mm),
- 1 trung đoàn công binh
- Lực lượng vũ trang địa phương gồm bốn tiểu đoàn bộ đội địa phương tỉnh, một số đại đội bộ đội địa phương huyện và toàn bộ dân quân du kích trong địa bàn chiến dịch.
- Sở chỉ huy chiến dịch đặt ở Hương Thi, sơ chỉ huy Đại đoàn 308 đặt ở Trường Yên, Đại đoàn 304 ở Thượng Khê, Đại đoàn 320 ở Nam Công.

Công tác hậu cần chuẩn bị khẩn trương, phải đảm bảo vật chất cho gần 50.000 bộ đội và 45.000 dân công. Tháng 5 năm 1951, phải hoàn thành khối lượng vật chất gồm 2.870 tấn gạo, 1.450 tấn thực phẩm (trong đó có 80 tấn thịt), 190 tấn đạn, chuẩn bị cơ sở và phương tiện cứu chữa cho 2.000 - 2.500 thương binh với 5.100 giường bệnh. Đến ngày nổ súng, mọi công tác chuẩn bị đã đảm bảo để chiến dịch nổ súng đúng thời gian.

## Diễn biến

### Đợt 1
Đêm ngày 29 tháng 5, QĐNDVN tiến công 2 vị trí Non Nước và Gối Hạc. Các đơn vị của 3 đại đoàn 304, 308 và 320 dưới sự chỉ huy của Vương Thừa Vũ, có những xạ thủ trọng pháo gốc người Đức và Tiệp Khắc tình nguyện sang trợ giúp, đã bất ngờ tấn công vào Phủ Lý và Ninh Bình làm Pháp lúng túng. QĐNDVN chuyển quân bí mật đến nỗi cơ quan tình báo Pháp ờ Hà Nội và đại tá Gambiez chỉ huy khu vực đó đều không hay biết gì để đề phòng. Đây là trận lớn thứ ba của Việt minh đánh vào đồng bằng trong năm đó. Mặt trận dài khoảng 100 cây số, trọng tâm là Ninh Bình.
Đại đoàn 304 và đại đoàn 308 từ phía tây tới, vượt qua sông Đáy, tấn công Phủ Lý và Ninh Bình. Trong lúc đó, 5.000 quân du kích địa phương phục kích đoàn quân tiếp viện của Pháp trên đường thuộc địa số 10 từ Hà Nội xuống. Sư đoàn 320 từ Thanh Hóa lên đánh mạn Ninh Bình rồi tạt sang đánh địa phận Phát Diệm. Trung đoàn 64 và 42 quấy rối mạn Nam Định và Thái Bình để cầm chân quân Pháp không sang mạn sông Đáy tiếp viện được.
Đêm 28 tháng 5, tiểu đoàn 79 trung đoàn 102 Đại đoàn 308, được quân báo tỉnh dẫn đường, hành quân tới nhà thờ Đại Phong ở thị xã Ninh Bình đánh đại đội Com-măng-đô Phrăng-xoa (Francois) đang hành quân qua đây đã chọn nhà thờ làm nơi nghỉ qua đêm. Nhà thờ Ninh Bình bị chiếm sau 30 phút, đoàn biệt kích Pháp 90 người chống giữ nơi đó bị tiêu diệt gần hết. Sau 2 ngày, QĐNDVN đã tiêu diệt đại bộ phận quân Pháp tại thị xã Ninh Bình.
"Cuộc hành quân đường dài của Đại đoàn 308 với việc đánh chiếm thị xã Ninh Bình đã được nêu lên trong một thông báo của bộ tham mưu quân viễn chinh là "Cuộc hành binh của Napôlêông" đã tạo nên "hai đêm 28 và 29 tháng 5 là những đêm bi đát nhất ở Đông Dương".
Hướng Hà Nam, đêm 26 đến ngày 31 tháng 5 năm 1951, QĐNDVN đã tiến công tiêu diệt và bức rút 26 vị trí lớn nhỏ, phá tan một mảng lớn vùng địch hậu, làm rạn nứt phòng tuyến sông Đáy, giành thắng lợi lớn về quân sự và chính trị trong đợt đầu chiến dịch. Những con đường bộ nối liền Hà Nội với Ninh Bình đều bị cắt.

### Đợt 2
Ngày 1 tháng 6 năm 1951, Đảng ủy chiến dịch họp quyết định mở đợt 2, bao vây bức hàng vị trí Núi Sậu, buộc địch rút thêm các vị trí Bình Hà, đình Phương Nại, chùa Phương Nại. Tối 30 rạng ngày 1-6-51, QĐNDVN tấn công hai ngọn núi phía tây thị trấn Ninh Bình. Bằng chiến thuật tổ ba người dùng thang vượt vách đá, khắc phục vật cản, bộ  đội nhanh chóng thọc sâu chia cắt đánh chiếm từng hầm ngầm, lô cốt, ngách hang. Đến rạng sáng QĐNDVN làm chủ trận địa, diệt gần 200 lính, bắt sống chỉ huy. Cùng lúc, tiểu đoàn 29 tiêu diệt quân Pháp trên một mỏm núi ở Gối Hạc, quân Pháp ở mỏm bên bỏ chạy.
Chỉ trong một đêm bộ đội đã tiêu diệt bốn đại đội Pháp. Trung uý Bernard de Lattre de Tassigny, con trai của tướng tổng De Lattre, chỉ huy một đoàn khinh binh người Việt trấn giữ ngọn núi đã tử trận. Chiến sự tiếp diễn trong 2 ngày đến khi quân tiếp viện của De Linarès kéo đến phản công lại, QĐNDVN mới qua sông Đáy rút về phía núi. Tướng De Lattre đau đớn đưa xác con trai duy nhất về Pháp,chôn cất tại một làng vùng Vendée.
Ở Yên Mô, Yên Khánh, đêm 28 tháng 5, Đại đoàn 304 cùng bộ đội địa phương tiêu diệt sáu vị trí Chùa Dầu, Yên Vệ, Cổ Đôi, Yên Mô Thượng, Tuy Lộc và Bến Xanh, mỗi vị trí có một trung đội Pháp. Tiếp đó, đêm 29 tháng 5, đánh hai vị trí Lan Khuê (Bụt Nổi) và Chùa Cao nhưng không thành công. Sau khi hàng loạt vị trí bị diệt, quân Pháp ở các vị trí Chùa Hữu, Yên Ninh, Lan Khê, Yên Thịnh rút chạy song đều bị vây, diệt và bắt gần hết. Trên hướng thứ yếu, đêm 28 và 29 tháng 5, Đại đoàn 320 tiêu diệt hai vị trí Cảnh Linh, Võ Giàng, diệt gần 100 địch; sau đó diệt tiếp vị trí Hưng Công, loại khỏi vòng chiến đấu 120 lính.
Sau bốn ngày tác chiến, QĐNDVN đã tiêu diệt 10 vị trí, trong đó có vị trí ở thị xã Ninh Bình, tiêu diệt một bộ phận viện binh (chín đại đội), bức rút 16 vị trí khác, phá tan một mảng lớn ngụy tề, làm rạn nứt phòng tuyến sông Đáy.
Pháp đưa quân tới giải vây, nên QĐNDVN phải rút lui. Từ đầu tháng 6, Pháp tăng cường lực lượng. So sánh lực lượng lúc này, về bộ binh: QĐNDVN 66 đại đội, Pháp 60 đại đội; về pháo binh Pháp gấp 2,5 lần (hơn nữa QĐNDVN chỉ có sơn pháo 75mm, Pháp thì có đại bác 105mm).
Ngày 15 tháng 6, Đảng ủy chiến dịch họp nhận định: "Các vị trí trên đường số 1 từ Phủ Lý tới Ninh Bình đều được tăng cường. Ta sẽ chuyển sang đánh nhỏ trước khi kết thúc chiến dịch vì mùa mưa đă bắt đầu". Căn cứ vào tình hình, Bộ chỉ huy chiến dịch quyết định chia đợt 2 làm hai bước.
- Bước 1: (Từ ngày 1 đến ngày 7 tháng 6 năm 1951): tiếp tục đánh điểm diệt viện. Trên hướng chủ yếu, đêm 1 tháng 6, trung đoàn 57 Đại đoàn 304 đánh Cầu Bút, Ngọc Lâm, đều không thắng, thương vong 250 người. Trung đoàn 9, Đại đoàn 304 đêm 2 tháng 6, đánh Núi Sậu, cũng không dứt điểm. Nhưng QĐNDVN tiếp tục tổ chức vây ép, quân Pháp ở đây phải ra hàng và buộc phải rút thêm các vị trí Bình Hải,, đình Phương Nại, chùa Phương Nại.

Ngày 3 tháng 6, trung đoàn 36 Đại đoàn 308 hai lần đánh viện, bắn chìm một ca-nô, diệt gần 100 địch trên sông Đáy và diệt hơn 100 lính hành quân trên đường Ninh Bình đi Yên Phúc Thượng. Ngày 4 tháng 6, trung đoàn 88 Đại đoàn 308 tiến công Chùa Cao. Đây là cứ điểm có công sự bằng gạch và xi măng khá kiên cố, do một đại đội com-măng-đô chiếm giữ. Được pháo binh chi viện từ xa, Pháp đưa hải đoàn 3 và tiểu đoàn dù 7 theo đường sông tới giải vây. Trận này QĐNDVN chỉ diệt được một trung đội Pháp, nhưng bị hy sinh 29 người, bị thương 174 người và mất tích 85 người. Đêm 6 tháng 6, QĐNDVN tập trung 5 tiểu đoàn tiến công lần hai, cũng không chiếm được cứ điểm và bị thương vong nặng (69 hy sinh, 258 người bị thương). Đây là tổn thất lớn nhất của trung đoàn trong một trận đánh. Với khả năng bắn chính xác của pháo binh, quân Pháp đã tập trung pháo ngăn chặn những đợt tiến công ban đêm, chờ tới lúc viện binh và không quân kịp can thiệp. Pháp đã phát huy tối đa sức mạnh không quân và pháo binh ở đồng bằng.
Trên hướng thứ yếu, ngày 3 tháng 6, trung đoàn 66, chống càn thắng lợi ở Đông Lương, diệt 200 địch, QĐNDVN thương vong 12 người.
Như vậy, từ ngày 1 đến ngày 7 tháng 6, QĐNDVN tiến công một số cứ điểm, diệt trên 300 lính, nhưng bị thương vong gần 1.000 người. Trong khi đó Pháp lại tăng cường đánh phá bằng không quân và pháo binh; tổ chức các cuộc càn với lực lượng từ một đến ba tiểu đoàn, nhằm đánh phá hậu phương QĐNDVN.
- Bước 2 (từ ngày 8 đến ngày 20 tháng 6): với chủ trương mới là đẩy mạnh chiến tranh du kích, phát triển binh vận, tranh thủ tiêu diệt thêm lực lượng địch. Từ đó, Bộ chỉ huy chiến dịch đề ra chủ trương, mỗi đại đoàn để lại một trung đoàn hoạt động, khi phân tán, lúc tập trung và có thể luân phiên nhau; lực lượng còn lại về vùng tự do chấn chỉnh và chuẩn bị chiến đấu sẵn sàng trở lại chiến trường đánh địch.

Chấp hành chủ trương trên, ở Ninh Bình, trung đoàn 36 Đại đoàn 308 hai lần tập kích vị trí Cầu Cổ, Non Nước, chặn đánh Pháp lùng sục ra Chùa Cao, Phúc Am, Phú Khánh, tập kích nhà thờ Đại Phong, phá cầu Yên, bắn bị thương một tàu LCT trên sông Đáy, chống càn quét ở Cẩm Giá diệt 60 lính, phá hủy 10 xe lội nước. Ở Yên Mô, Kim Sơn, trung đoàn 9 Đại đoàn 304 đánh Côi Trì, Quảng Phúc, diệt 62 lính Âu - Phi, bức Pháp rút Cổ Đôi. Ở Hà Đông, trung đoàn 48 Đại đoàn 320 hoạt động ở vùng Chợ Cháy, ngày 17 tháng 6, tiêu diệt vị trí Phúc Lâm. Trung đoàn 64 tập kích địch ở Phố Cà (Mai Cầu), trên đường 1A, diệt 30 lính, làm bị thương 20.
Ở hướng phối hợp Tả ngạn sông Hồng, trung đoàn 42 cùng bộ đội địa phương và dân quân du kích đã tiêu diệt 18 hương đồn, bức rút 12 hương đồn khác ở các huyện Phủ Cừ, Tiên Lữ tỉnh Hưng Yên, Gia Lộc, Bình Giang, tỉnh Hải Dương và Quỳnh Côi tỉnh Thái Bình.
Trung đoàn 36 đánh quân Pháp càn quét ở Cẩm Giá, tây - nam thị xã Ninh Bình 4 km. Đại đoàn 320 tiêu diệt 2 vị trí nhỏ: Phố Cà và Phúc Lâm ở Hà Nam. Trung tuần tháng 6, 1 tiểu đoàn của 320 thâm nhập Chợ Cháy (Ứng Hòa, Hà Đông).
Tướng Đờ Lát vừa từ Pháp sang, huy động 6 tiểu đoàn dù, bộ binh, cùng với pháo binh và cơ giới mở cuộc bao vây khu vực nhằm "cất vó" lực lượng QĐNDVN. Ngày 18 tháng 6, Pháp mở cuộc càn quét lớn vào khu Chợ Cháy. Chúng tập trung tám tiểu đoàn bộ binh và dù, hai đại đội pháo 105mm phối hợp với lực lượng chiếm đóng quanh vùng cùng hành động. Cuộc càn này do De Castries chỉ huy. Trung đoàn 48, cùng với lực lượng du kích địa phương chặn quyết liệt, diệt 220 lính, làm bị thương 140 lính và bắt 68. Đêm 19 tháng 6, tiểu đoàn được lệnh rút ra khỏi vòng vây và đưa nhân dân tạm lánh sang vùng Nho Quan.
Ở hướng phối hợp tả ngạn sông Hồng, QĐNDVN đã tiêu diệt 18 hương đồn, bức rút 12 hương đồn khác ở các huyện Phủ Cừ, Tiên Lữ (Hưng Yên), Gia Lộc, Bình Giang (Hải Dương), Quỳnh Côi (Thái Bình). Ngày 20 tháng 6 năm 1951, chiến dịch Quang Trung kết thúc

## Kết quả

### Việt Nam
Toàn chiến dịch, QĐNDVN tuyên bố đã loại khỏi vòng chiến đấu 4.050 địch (có 40 phần trăm Âu - Phi của GM1, GM4). Riêng ở Hà Nam Ninh, Pháp mất 2.154 lính, bị thương 635, bị bắt 796. QĐNDVN hy sinh 546 người, bị thương 1.700 người, mất tích 280 người1. QĐNDVN thu 832 súng trường, 123 tiểu liên, 62 trung liên, 10 đại liên, một trọng liên, 15 súng cối, 25 súng ngắn, 18 máy vô tuyến điện và số quân trang, quân dụng đủ trang bị cho một trung đoàn. Ngoài ra còn phá huỷ 14 xe lội nước, bắn hỏng một tàu chiến, đánh đắm năm ca nô, phá huỷ hai xe Jeép. QĐNDVN diệt 12 vị trí, bức rút chín vị trí, bức hàng hai vị trí và tiêu hao lực lượng Pháp ở tám vị trí khác.
Trong chiến dịch Hà Nam Ninh, lần đầu tiên QĐNDVN tiêu diệt được quân chiếm đóng trong một thị xã ở đồng bằng (thị xã Ninh Bình) bằng cách đánh bôn tập cường kích (từ xa tới tập kích bằng sức mạnh). Cũng là lần đầu tiên tiêu diệt bốn đại đội Pháp trong công sự vững chắc, sau hai đêm một ngày chiến đấu. Đây là chiến dịch đầu tiên chủ lực QĐNDVN tiến công vào hệ thống phòng ngự của quân Pháp ở đồng bằng Bắc Bộ, nơi đối phương có nhiều thuận lợi về cơ động và hoả lực.
Tuy tiêu diệt được nhiều sinh lực địch, nhưng chiến dịch không đạt được yêu cầu đã đề ra. Yếu tố tác động lớn nhất đến kết quả của chiến dịch vẫn là sự chỉ đạo chiến lược và chỉ huy chiến dịch. Do đó "hiệu suất chiến đấu thấp, chiến dịch kết thúc trong điều kiện so sánh lực lượng đã thay đổi bất lợi cho ta, quyền chủ động chiến dịch không còn". Đó là những hạn chế trên bước đường trưởng thành từ đánh du kích tiến lên tác chiến tập trung, với quy mô nhiều đại đoàn.
Mặc dù, Chiến dịch Hà Nam Ninh không đạt được yêu cầu đã đề ra nhưng cũng đã tiêu diệt được nhiều sinh lực địch, phát triển chiến tranh du kích, tạo nên một thắng lợi về chính trị trong chiến dịch. Do đó, ngày 27 tháng 6 năm 1951, Chủ tịch Hồ Chí Minh gửi điện khen các chiến sĩ tham gia Chiến dịch Hà Nam Ninh đã tiêu diệt hơn 20 đại đội địch, "đã làm lay động tinh thần ngụy quân, đã phát triển chiến tranh du kích, bảo vệ nhân dân, bảo vệ mùa màng"

### Pháp
Tháng 7-1951, nhân ngày phát phần thưởng tất niên cho học sinh trường trung học Chasseloup Laubat ở Sài Gòn, De Lattre đọc một bài diễn văn chính trị kêu gọi thanh niên Việt Nam gia nhập hàng ngũ Pháp để chống Cộng.
Sau khi dự lễ ngày ngày 14 tháng 7 năm 1951 tổ chức trọng thể tại Hà Nội với sự hiện diện của Bảo Đại từ Đà Lạt ra gắn huân chương đệ nhất đẳng cho De Lattre, De Lattre về Pháp chữa bệnh và sang Hoa Kỳ cầu viện khí giới.
Ngày ngày 14 tháng 9 năm 1951, De Lattre được Tổng thống Harry Truman, Bộ trưởng quốc phòng Hoa Kỳ và tướng Collins, Tổng Tham mưu trưởng quân đội Hoa Kỳ tiếp. De Lattre được Mỹ viện trợ cho rất nhiều chiến cụ và khí giới: 9.000 súng tiểu liên, 500 đại liên, 5.000 xe chuyên chở đủ loại, 600 máy truyền tin và các xe chiến đấu, máy bay, tàu hải quân, tàu sửa chữa...
Tháng 10-1951, De Lattre trở lại Đông dương sau 3 tháng vắng mặt. Tuy thành công trong những trận Vĩnh Yên, sông Đáy, nhưng tại Pháp các nghị sĩ đã chê trách De Lattre thụ động, không có thế công mà chỉ chờ Việt Minh tấn công rồi chống đỡ. Mặt khác cuộc bàn cãi sắp tới tại quốc hội Pháp về dự chi ngân sách chiến tranh Đông dương làm chính phủ Pháp cần phải có một thắng lợi quân sự để hỗ trợ việc chấp thuận nguyên vẹn, không xén bớt ngân sách do chính phủ đưa ra.
Những sự chi phí về chiến tranh Đông dương càng ngày càng nặng và càng đào sâu túi tiền của dân Pháp, hơn nữa, những chi phí đó còn vượt qua những chi phí kiến thiết mà nước Pháp đang cần. Tới năm 1951, Chi phí cho chiến tranh Đông Dương đã lên tới 308 tỷ Franc, gấp 2,5 lần chi phí cho tái thiết đất nước sau thế chiến thứ hai của Pháp.